# 拉加尔
拉加尔是奥地利福拉尔贝格州布卢登茨县的一个市镇。总面积41.69平方公里，总人口897人，人口密度21.5人/平方公里（2005年）。